# Antes de las Seis
«Antes de las Seis» (укр. «За 6 годин») — четвертий сингл колумбійської співачки Шакіри з альбому «Sale el Sol», випущений 21 жовтня 2011 року лейблом Epic. Пісня також увійшла як перший сингл до альбому «Live from Paris».

## Музичне відео
Відеокліп був знятий влітку в палаці спорту «Берсі» в Парижі. Кліп був представлений Vevo 3 листопада 2011 року.

## Список композицій
| iTunes digital download | iTunes digital download | iTunes digital download | iTunes digital download |
| #                       | Назва                   | Автор                   | Тривалість              |
| ----------------------- | ----------------------- | ----------------------- | ----------------------- |
| 1.                      | «Antes de las Seis»     | Шакіра, Лестер Мендес   | 2:54                    |

## Чарти
| Чарт (2011-12)                       | Найвища позиція |
| ------------------------------------ | --------------- |
| Mexico (Monitor Latino)              | 14              |
| South Korea Gaon International Chart | 30              |
| US Billboard Latin Songs             | 21              |
| US Billboard Latin Pop Songs         | 4               |

## Історія виходу
| Регіон | Дата           | Формат           | Лейбл                    |
| ------ | -------------- | ---------------- | ------------------------ |
| Світ   | 21 жовтня 2011 | Digital download | Sony Music Entertainment |